# Heptathlon aux championnats du monde d'athlétisme 2019
Pour un article plus général, voir Championnats du monde d'athlétisme 2019.
Navigation
Londres 2017 Eugene 2022
Le concours de l'heptathlon des championnats du monde de 2019 se déroule les 2 et 3 octobre 2019 dans le Khalifa International Stadium, au Qatar. 

## Records et performances

### Records
Les records de l'heptathlon (mondial, des championnats et par continent) étaient avant les championnats 2019 les suivants :
| Record                    | Athlète              | Pays       | Points       | Lieu         | Date               |
| ------------------------- | -------------------- | ---------- | ------------ | ------------ | ------------------ |
| Record du monde           | Jackie Joyner-Kersee | États-Unis | 7 291 points | Séoul        | 24 septembre 1988  |
| Record des championnats   | Jackie Joyner-Kersee | États-Unis | 7 128 points | Rome         | 1er septembre 1987 |
| Record d'Afrique          | Margaret Simpson     | Ghana      | 6 423 points | Götzis       | 29 mai 2005        |
| Record d'Asie             | Ghada Shouaa         | Syrie      | 6 942 points | Götzis       | 26 mai 1996        |
| Record d'Amérique du Nord | Jackie Joyner-Kersee | États-Unis | 7 291 points | Séoul        | 24 septembre 1988  |
| Record d'Amérique du Sud  | Evelis Aguilar       | Brésil     | 6 285 points | Barranquilla | 1er août 2018      |
| Record d'Europe           | Carolina Klüft       | Suède      | 7 032 points | Osaka        | 26 août 2007       |
| Record d'Océanie          | Jane Flemming        | Australie  | 6 695 points | Auckland     | 28 janvier 1990    |

### Meilleures performances de l'année 2019
Les dix meilleures athlètes 2019 sont, avant les championnats, les suivants :
| Rang | Athlète                   | Pays        | Points       | Lieu         | Date            |
| ---- | ------------------------- | ----------- | ------------ | ------------ | --------------- |
| 1    | Nafissatou Thiam          | Belgique    | 6 819 points | Talence      | 23 juin 2019    |
| 2    | Katarina Johnson-Thompson | Royaume-Uni | 6 813 points | Götzis       | 26 mai 2019     |
| 3    | Erica Bougard             | États-Unis  | 6 663 points | Des Moines   | 28 juillet 2019 |
| 4    | Xénia Krizsán             | Hongrie     | 6 619 points | Talence      | 23 juin 2019    |
| 5    | Kendell Williams          | États-Unis  | 6 610 points | Des Moines   | 28 juillet 2019 |
| 6    | Verena Preiner            | Autriche    | 6 591 points | Ratingen     | 30 juin 2019    |
| 7    | Laura Ikauniece           | Lettonie    | 6 518 points | Talence      | 23 juin 2019    |
| 8    | Ivona Dadic               | Autriche    | 6 461 points | Ratingen     | 30 juin 2019    |
| 9    | Carolin Schäfer           | Allemagne   | 6 426 points | Götzis       | 26 mai 2019     |
| 10   | Maria Huntington          | Finlande    | 6 339 points | Lappeenranta | 3 août 2019     |

## Critères de qualification
Pour se qualifier pour les championnats, il faut avoir réalisé 6 300 pts ou plus entre le 7 mars 2018 et le 6 septembre 2019.

## Médaillées
| Or                        | Argent           | Bronze         |
| Katarina Johnson-Thompson | Nafissatou Thiam | Verena Preiner |

## Résultats

### Classement final
| Rang               | Athlète                   | Pays               | Total             | 100 m haies | Hauteur | Poids   | 200 m   | Longueur | Javelot | 800 m         |
| ------------------ | ------------------------- | ------------------ | ----------------- | ----------- | ------- | ------- | ------- | -------- | ------- | ------------- |
| Médaille d'or      | Katarina Johnson-Thompson | Royaume-Uni        | 6 981 points (WL) | 13 s 09     | 1,95 m  | 13,86 m | 23 s 08 | 6,77 m   | 43,93 m | 2 min 07 s 26 |
| Médaille d'argent  | Nafissatou Thiam          | Belgique           | 6 677 points      | 13 s 36     | 1,95 m  | 15,22 m | 24 s 60 | 6,40 m   | 48,04 m | 2 min 18 s 93 |
| Médaille de bronze | Verena Preiner            | Autriche           | 6 560 points      | 13 s 25     | 1,77 m  | 14,21 m | 23 s 96 | 6,36 m   | 46,68 m | 2 min 08 s 88 |
| 4                  | Erica Bougard             | États-Unis         | 6 470 points      | 13 s 01     | 1,86 m  | 12,36 m | 23 s 89 | 6,21 m   | 43,48 m | 2 min 09 s 74 |
| 5                  | Kendell Williams          | États-Unis         | 6 415 points      | 12 s 58     | 1,77 m  | 12,71 m | 23 s 62 | 6,28 m   | 45,12 m | 2 min 17 s 54 |
| 6                  | Nadine Broersen           | Pays-Bas           | 6 392 points (PB) | 13 s 61     | 1,83 m  | 14,75 m | 25 s 28 | 6,22 m   | 50,41 m | 2 min 18 s 01 |
| 7                  | Emma Oosterwegel          | Pays-Bas           | 6 250 points (PB) | 13 s 65     | 1,77 m  | 13,70 m | 25 s 10 | 5,87 m   | 54,01 m | 2 min 15 s 86 |
| 8                  | Odile Ahouanwanou         | Bénin              | 6 210 points (NR) | 13 s 45     | 1,77 m  | 14,13 m | 24 s 05 | 6,00 m   | 46,74 m | 2 min 22 s 89 |
| 9                  | Géraldine Ruckstuhl       | Suisse             | 6 159 points      | 13 s 84     | 1,71 m  | 14,28 m | 25 s 21 | 5,73 m   | 55,35 m | 2 min 16 s 02 |
| 10                 | Yekaterina Voronina       | Ouzbékistan        | 6 099 points      | 14 s 64     | 1,80 m  | 13,66 m | 25 s 03 | 5,83 m   | 51,60 m | 2 min 15 s 40 |
| 11                 | Hanne Maudens             | Belgique           | 6 088 points      | 13 s 90     | 1,71 m  | 13,12 m | 23 s 81 | 6,41 m   | 36,22 m | 2 min 12 s 98 |
| 12                 | Chari Hawkins             | États-Unis         | 6 073 points      | 13 s 23     | 1,77 m  | 13,59 m | 24 s 81 | 5,95 m   | 40,07 m | 2 min 16 s 78 |
| 13                 | Annie Kunz                | États-Unis         | 6 067 points      | 13 s 27     | 1,80 m  | 14,58 m | 24 s 37 | 5,95 m   | 35,36 m | 2 min 20 s 68 |
| 14                 | Solène Ndama              | France             | 6 034 points      | 12 s 90     | 1,71 m  | 13,68 m | 24 s 34 | 5,98 m   | 37,62 m | 2 min 18 s 75 |
| 15                 | Noor Vidts                | Belgique           | 5 989 points      | 13 s 58     | 1,77 m  | 13,55 m | 24 s 46 | 6,11 m   | 33,58 m | 2 min 15 s 94 |
| 16                 | Kateřina Cachová          | République tchèque | 5 987 points      | 13 s 47     | 1,74 m  | 12,58 m | 24 s 95 | 5,79 m   | 46,11 m | 2 min 16 s 85 |
| —                  | Anouk Vetter              | Pays-Bas           | DNF               | 13 s 55     | 1,74 m  | 14,10 m | 24 s 43 | 6,20 m   | 54,17 m | DNS           |
| —                  | Marthe Koala              | Burkina Faso       | DNF               | 13 s 05     | 1,74 m  | 13,28 m | 24 s 29 | 6,44 m   | 37,59 m | DNS           |
| —                  | Maria Huntington          | Finlande           | DNF               | 13 s 32     | 1,83 m  | 12,21 m | 24 s 72 | DNS      | —       | —             |
| —                  | Ivona Dadic               | Autriche           | DQ                | —           | —       | —       | —       | —        | —       | —             |

### Résultats par épreuves

#### 100 mètreshaies
| 100 mètres haies | 100 mètres haies | 100 mètres haies          | 100 mètres haies | 100 mètres haies | 100 mètres haies | 100 mètres haies |
| Rang             | Série            | Athlète                   | Nationalité      | Résultat         | Points           | Notes            |
| ---------------- | ---------------- | ------------------------- | ---------------- | ---------------- | ---------------- | ---------------- |
| 1                | 3                | Kendell Williams          | États-Unis       | 12 s 58          | 1189             | CHB              |
| 2                | 3                | Solène Ndama              | France           | 12 s 90          | 1140             |                  |
| 3                | 3                | Erica Bougard             | États-Unis       | 13 s 01          | 1123             |                  |
| 4                | 3                | Marthe Koala              | Burkina Faso     | 13 s 02          | 1117             | NR               |
| 5                | 2                | Katarina Johnson-Thompson | Royaume-Uni      | 13 s 09          | 1111             | PB               |
| 6                | 3                | Chari Hawkins             | États-Unis       | 13 s 23          | 1090             |                  |
| 7                | 3                | Verena Preiner            | Autriche         | 13 s 25          | 1087             | PB               |
| 8                | 2                | Annie Kunz                | États-Unis       | 13 s 27          | 1084             | PB               |
| 9                | 3                | Maria Huntington          | Finlande         | 13 s 32          | 1077             |                  |
| 10               | 2                | Nafissatou Thiam          | Belgique         | 13 s 36          | 1071             | SB               |
| 11               | 3                | Odile Ahouanwanou         | Bénin            | 13 s 45          | 1058             |                  |
| 12               | 1                | Kateřina Cachová          | Tchéquie         | 13 s 47          | 1055             | SB               |
| 13               | 1                | Anouk Vetter              | Pays-Bas         | 13 s 55          | 1043             | SB               |
| 14               | 2                | Noor Vidts                | Belgique         | 13 s 58          | 1039             |                  |
| 15               | 2                | Nadine Broersen           | Pays-Bas         | 13 s 61          | 1034             |                  |
| 16               | 1                | Emma Oosterwegel          | Pays-Bas         | 13 s 65          | 1028             |                  |
| 17               | 1                | Géraldine Ruckstuhl       | Suisse           | 13 s 84          | 1001             |                  |
| 18               | 1                | Hanne Maudens             | Belgique         | 13 s 90          | 993              | PB               |
| 19               | 1                | Ekaterina Voronina        | Ouzbékistan      | 14 s 64          | 890              |                  |
| —                | 2                | Ivona Dadic               | Autriche         | DQ               |                  |                  |

#### Saut en hauteur
| Saut en hauteur | Saut en hauteur | Saut en hauteur           | Saut en hauteur    | Saut en hauteur | Saut en hauteur | Saut en hauteur | Saut en hauteur | Saut en hauteur | Saut en hauteur | Saut en hauteur | Saut en hauteur | Saut en hauteur | Saut en hauteur | Saut en hauteur | Saut en hauteur | Saut en hauteur | Saut en hauteur | Saut en hauteur | Saut en hauteur | Saut en hauteur | Saut en hauteur | Saut en hauteur |
| Rang            | Groupe          | Athlète                   | Nationalité        | 1,59            | 1,62            | 1,65            | 1,68            | 1,71            | 1,74            | 1,77            | 1,80            | 1,83            | 1,86            | 1,89            | 1,92            | 1,95            | 1,98            | Résultat        | Points          | Notes           | Classement      | Classement      |
| Rang            | Groupe          | Athlète                   | Nationalité        | 1,59            | 1,62            | 1,65            | 1,68            | 1,71            | 1,74            | 1,77            | 1,80            | 1,83            | 1,86            | 1,89            | 1,92            | 1,95            | 1,98            | Résultat        | Points          | Notes           | Points          | Rang            |
| --------------- | --------------- | ------------------------- | ------------------ | --------------- | --------------- | --------------- | --------------- | --------------- | --------------- | --------------- | --------------- | --------------- | --------------- | --------------- | --------------- | --------------- | --------------- | --------------- | --------------- | --------------- | --------------- | --------------- |
| 1               | A               | Katarina Johnson-Thompson | Royaume-Uni        | –               | –               | –               | –               | –               | –               | –               | –               | o               | xo              | o               | xo              | o               | xxx             | 1,95 m          | 1171            | CHB             | 2282            | 1               |
| 2               | A               | Nafissatou Thiam          | Belgique           | –               | –               | –               | –               | –               | –               | –               | –               | xo              | o               | xo              | o               | xo              | xxx             | 1,95 m          | 1171            | CHB             | 2242            | 2               |
| 3               | A               | Erica Bougard             | États-Unis         | –               | –               | –               | –               | –               | o               | xxo             | xxo             | o               | xo              | xxx             |                 |                 |                 | 1,86 m          | 1054            |                 | 2177            | 3               |
| 4               | A               | Maria Huntington          | Finlande           | –               | –               | –               | –               | –               | o               | xo              | xo              | o               | xxx             |                 |                 |                 |                 | 1,83 m          | 1016            |                 | 2093            | 5               |
| 5               | A               | Nadine Broersen           | Pays-Bas           | –               | –               | –               | –               | o               | o               | o               | o               | xo              | xxx             |                 |                 |                 |                 | 1,83 m          | 1016            | SB              | 2050            | 7               |
| 6               | B               | Annie Kunz                | États-Unis         | –               | –               | o               | o               | o               | xo              | xo              | o               | xxx             |                 |                 |                 |                 |                 | 1,80 m          | 978             | SB              | 2062            | 6               |
| 7               | A               | Yekaterina Voronina       | Ouzbékistan        | –               | –               | –               | o               | o               | o               | xo              | xxo             | xxx             |                 |                 |                 |                 |                 | 1,80 m          | 978             |                 | 1868            | 17              |
| 8               | A               | Noor Vidts                | Belgique           | –               | –               | –               | o               | o               | o               | o               | xxx             |                 |                 |                 |                 |                 |                 | 1,77 m          | 941             |                 | 1980            | 13              |
| 9               | B               | Chari Hawkins             | États-Unis         | –               | –               | –               | o               | o               | o               | xxx             |                 |                 |                 |                 |                 |                 |                 | 1,77 m          | 941             |                 | 2031            | 8               |
| 10              | B               | Verena Preiner            | Autriche           | –               | –               | o               | o               | o               | o               | xo              | xxx             |                 |                 |                 |                 |                 |                 | 1,77 m          | 941             |                 | 2028            | 9               |
| 11              | A               | Kendell Williams          | États-Unis         | –               | –               | –               | –               | o               | o               | xo              | xxx             |                 |                 |                 |                 |                 |                 | 1,77 m          | 941             |                 | 2130            | 4               |
| 12              | B               | Odile Ahouanwanou         | Bénin              | –               | –               | o               | o               | o               | xxo             | xo              | xxx             |                 |                 |                 |                 |                 |                 | 1,77 m          | 941             | SB              | 1999            | 12              |
| 12              | B               | Emma Oosterwegel          | Pays-Bas           | –               | –               | o               | o               | o               | xo              | xxo             | xxx             |                 |                 |                 |                 |                 |                 | 1,77 m          | 941             | PB              | 1969            | 14              |
| 14              | B               | Marthe Koala              | Burkina Faso       | –               | –               | o               | o               | xo              | o               | xxx             |                 |                 |                 |                 |                 |                 |                 | 1,74 m          | 903             |                 | 2020            | 10              |
| 15              | B               | Anouk Vetter              | Pays-Bas           | –               | –               | o               | o               | xxo             | xo              | xxx             |                 |                 |                 |                 |                 |                 |                 | 1,74 m          | 903             |                 | 1946            | 16              |
| 15              | B               | Kateřina Cachová          | République tchèque | o               | o               | xo              | o               | xo              | xo              | xxx             |                 |                 |                 |                 |                 |                 |                 | 1,74 m          | 903             | SB              | 1958            | 15              |
| 17              | B               | Solène Ndama              | France             | –               | o               | xo              | xo              | o               | xxx             |                 |                 |                 |                 |                 |                 |                 |                 | 1,71 m          | 867             |                 | 2007            | 11              |
| 17              | A               | Géraldine Ruckstuhl       | Suisse             | –               | –               | xxo             | o               | o               | xxx             |                 |                 |                 |                 |                 |                 |                 |                 | 1,71 m          | 867             |                 | 1868            | 17              |
| 19              | B               | Hanne Maudens             | Belgique           | –               | –               | o               | o               | xo              | xxx             |                 |                 |                 |                 |                 |                 |                 |                 | 1,71 m          | 867             |                 | 1860            | 19              |

#### Lancer du poids
| Lancer du poids | Lancer du poids | Lancer du poids           | Lancer du poids    | Lancer du poids | Lancer du poids | Lancer du poids | Lancer du poids | Lancer du poids | Lancer du poids | Lancer du poids | Lancer du poids |
| Rang            | Groupe          | Athlète                   | Nationalité        | Essai 1         | Essai 2         | Essai 3         | Résultat        | Points          | Notes           | Classement      | Classement      |
| Rang            | Groupe          | Athlète                   | Nationalité        | Essai 1         | Essai 2         | Essai 3         | Résultat        | Points          | Notes           | Points          | Rang            |
| --------------- | --------------- | ------------------------- | ------------------ | --------------- | --------------- | --------------- | --------------- | --------------- | --------------- | --------------- | --------------- |
| 1               | A               | Nafissatou Thiam          | Belgique           | 15,22 m         | 14,52 m         | 15,08 m         | 15,22 m         | 876             |                 | 3118            | 1               |
| 2               | A               | Nadine Broersen           | Pays-Bas           | 14,21 m         | 14,39 m         | 14,75 m         | 14,75 m         | 844             |                 | 2894            | 4               |
| 3               | A               | Annie Kunz                | États-Unis         | 14,58 m         | 13,46 m         | 13,72 m         | 14,58 m         | 833             | SB              | 2895            | 3               |
| 4               | A               | Géraldine Ruckstuhl       | Suisse             | 14,19 m         | 13,76 m         | 14,28 m         | 14,28 m         | 813             |                 | 2681            | 16              |
| 5               | A               | Verena Preiner            | Autriche           | 14,21 m         | 13,69 m         | 13,73 m         | 14,21 m         | 808             |                 | 2836            | 7               |
| 6               | A               | Odile Ahouanwanou         | Bénin              | 12,73 m         | 14,13 m         | 13,90 m         | 14,13 m         | 803             |                 | 2802            | 8               |
| 7               | A               | Anouk Vetter              | Pays-Bas           | 14,10 m         | 14,05 m         | 14,10 m         | 14,10 m         | 801             |                 | 2747            | 13              |
| 8               | B               | Katarina Johnson-Thompson | Royaume-Uni        | 12,33 m         | 12,38 m         | 13,86 m         | 13,86 m         | 785             | PB              | 3067            | 2               |
| 9               | B               | Emma Oosterwegel          | Pays-Bas           | 13,70 m         | 13,53 m         | 12,79 m         | 13,70 m         | 774             | PB              | 2743            | 15              |
| 10              | A               | Solène Ndama              | France             | x               | 13,57 m         | 13,68 m         | 13,68 m         | 773             |                 | 2780            | 10              |
| 11              | B               | Yekaterina Voronina       | Ouzbékistan        | 12,81 m         | 13,61 m         | 13,66 m         | 13,66 m         | 771             |                 | 2639            | 18              |
| 12              | B               | Chari Hawkins             | États-Unis         | 13,05 m         | 13,59 m         | 12,93 m         | 13,59 m         | 767             | PB              | 2798            | 9               |
| 13              | A               | Noor Vidts                | Belgique           | 12,83 m         | 13,55 m         | 12,46 m         | 13,55 m         | 764             |                 | 2744            | 14              |
| 14              | B               | Marthe Koala              | Burkina Faso       | 12,97 m         | 13,28 m         | 12,83 m         | 13,28 m         | 746             | SB              | 2766            | 12              |
| 15              | B               | Hanne Maudens             | Belgique           | x               | 12,71 m         | 13,12 m         | 13,12 m         | 735             |                 | 2595            | 19              |
| 16              | B               | Kendell Williams          | États-Unis         | 12,71 m         | 12,55 m         | 12,71 m         | 12,71 m         | 708             |                 | 2838            | 6               |
| 17              | B               | Kateřina Cachová          | République tchèque | 12,04 m         | 12,58 m         | 12,07 m         | 12,58 m         | 700             |                 | 2658            | 17              |
| 18              | B               | Erica Bougard             | États-Unis         | 12,36 m         | 12,17 m         | 12,33 m         | 12,36 m         | 685             |                 | 2862            | 5               |
| 19              | A               | Maria Huntington          | Finlande           | 10,96 m         | 11,44 m         | 12,21 m         | 12,21 m         | 675             |                 | 2768            | 11              |

#### 200 mètres
| 200 mètres | 200 mètres | 200 mètres                | 200 mètres         | 200 mètres | 200 mètres | 200 mètres | 200 mètres | 200 mètres |
| Rang       | Série      | Athlète                   | Nationalité        | Résultat   | Points     | Notes      | Classement | Classement |
| Rang       | Série      | Athlète                   | Nationalité        | Résultat   | Points     | Notes      | Points     | Rang       |
| ---------- | ---------- | ------------------------- | ------------------ | ---------- | ---------- | ---------- | ---------- | ---------- |
| 1          | 3          | Katarina Johnson-Thompson | Royaume-Uni        | 22 s 08    | 1071       | SB         | 4138       | 1          |
| 2          | 3          | Kendell Williams          | États-Unis         | 23 s 62    | 1017       | SB         | 3855       | 3          |
| 3          | 2          | Hanne Maudens             | Belgique           | 23 s 81    | 999        | PB         | 3594       | 16         |
| 4          | 3          | Erica Bougard             | États-Unis         | 23 s 89    | 991        |            | 3853       | 4          |
| 5          | 3          | Verena Preiner            | Autriche           | 23 s 96    | 985        | PB         | 3821       | 6          |
| 6          | 3          | Odile Ahouanwanou         | Bénin              | 24 s 05    | 976        |            | 3778       | 7          |
| 7          | 3          | Marthe Koala              | Burkina Faso       | 24 s 29    | 953        |            | 3719       | 10         |
| 8          | 2          | Solène Ndama              | France             | 24 s 34    | 948        |            | 3728       | 9          |
| 9          | 2          | Annie Kunz                | États-Unis         | 24 s 37    | 945        |            | 3840       | 5          |
| 10         | 2          | Anouk Vetter              | Pays-Bas           | 24 s 43    | 940        |            | 3687       | 12         |
| 11         | 2          | Noor Vidts                | Belgique           | 24 s 46    | 937        |            | 3681       | 13         |
| 12         | 1          | Nafissatou Thiam          | Belgique           | 24 s 60    | 924        |            | 4042       | 2          |
| 13         | 2          | Maria Huntington          | Finlande           | 24 s 72    | 913        |            | 3681       | 13         |
| 14         | 2          | Chari Hawkins             | États-Unis         | 24 s 81    | 904        |            | 3702       | 11         |
| 15         | 1          | Kateřina Cachová          | République tchèque | 24 s 95    | 891        |            | 3549       | 17         |
| 16         | 1          | Yekaterina Voronina       | Ouzbékistan        | 25 s 03    | 884        |            | 3523       | 19         |
| 17         | 1          | Emma Oosterwegel          | Pays-Bas           | 25 s 10    | 878        |            | 3621       | 15         |
| 18         | 1          | Géraldine Ruckstuhl       | Suisse             | 25 s 21    | 868        |            | 3549       | 17         |
| 19         | 1          | Nadine Broersen           | Pays-Bas           | 25 s 28    | 861        |            | 3755       | 8          |

#### Saut en longueur
| Saut en longueur | Saut en longueur          | Saut en longueur   | Saut en longueur | Saut en longueur | Saut en longueur | Saut en longueur | Saut en longueur | Saut en longueur | Saut en longueur | Saut en longueur |
| Rang             | Athlète                   | Nationalité        | Essai 1          | Essai 2          | Essai 3          | Résultat         | Points           | Notes            | Classement       | Classement       |
| Rang             | Athlète                   | Nationalité        | Essai 1          | Essai 2          | Essai 3          | Résultat         | Points           | Notes            | Points           | Rang             |
| ---------------- | ------------------------- | ------------------ | ---------------- | ---------------- | ---------------- | ---------------- | ---------------- | ---------------- | ---------------- | ---------------- |
| 1                | Katarina Johnson-Thompson | Royaume-Uni        | 6,32 m           | 6,77 m           | x                | 6,77 m           | 1095             |                  | 5233             | 1                |
| 2                | Marthe Koala              | Burkina Faso       | 6,44 m           | x                | 6,30 m           | 6,44 m           | 988              |                  | 4707             | 6                |
| 3                | Hanne Maudens             | Belgique           | 6,41 m           | 6,36 m           | 6,29 m           | 6,41 m           | 978              |                  | 4572             | 11               |
| 4                | Nafissatou Thiam          | Belgique           | 6,25 m           | 6,35 m           | 6,40 m           | 6,40 m           | 975              |                  | 5017             | 2                |
| 5                | Verena Preiner            | Autriche           | 6,27 m           | 6,36 m           | 6,16 m           | 6,36 m           | 962              | PB               | 4783             | 4                |
| 6                | Kendell Williams          | États-Unis         | x                | x                | 6,28 m           | 6,28 m           | 937              |                  | 4792             | 3                |
| 7                | Nadine Broersen           | Pays-Bas           | 6,22 m           | 6,10 m           | x                | 6,22 m           | 918              |                  | 4673             | 8                |
| 8                | Erica Bougard             | États-Unis         | 6,21 m           | 6,19 m           | 5,95 m           | 6,21 m           | 915              |                  | 4768             | 5                |
| 9                | Anouk Vetter              | Pays-Bas           | 6,08 m           | 6,12 m           | 6,20 m           | 6,20 m           | 912              |                  | 4599             | 10               |
| 10               | Noor Vidts                | Belgique           | 6,11 m           | 5,82 m           | 6,09 m           | 6,11 m           | 883              |                  | 4564             | 13               |
| 11               | Odile Ahouanwanou         | Bénin              | 5,34 m           | 6,00 m           | x                | 6,00 m           | 850              | PB               | 4628             | 9                |
| 12               | Solène Ndama              | France             | 5,98 m           | x                | 5,97 m           | 5,98 m           | 843              |                  | 4571             | 12               |
| 13               | Chari Hawkins             | États-Unis         | 5,95 m           | 5,88 m           | x                | 5,95 m           | 834              |                  | 4536             | 14               |
| 14               | Annie Kunz                | États-Unis         | 5,75 m           | x                | 5,95 m           | 5,95 m           | 834              |                  | 4674             | 7                |
| 15               | Emma Oosterwegel          | Pays-Bas           | 5,75 m           | 5,65 m           | 5,87 m           | 5,87 m           | 810              |                  | 4431             | 15               |
| 16               | Yekaterina Voronina       | Ouzbékistan        | x                | 5,83 m           | 5,82 m           | 5,83 m           | 798              |                  | 4321             | 17               |
| 17               | Kateřina Cachová          | République tchèque | 5,79 m           | 5,68 m           | 5,52 m           | 5,79 m           | 786              |                  | 4335             | 16               |
| 18               | Géraldine Ruckstuhl       | Suisse             | 5,51 m           | 5,73 m           | 5,54 m           | 5,73 m           | 768              |                  | 4317             | 18               |
| —                | Maria Huntington          | Finlande           |                  |                  |                  | DNS              | 0                |                  |                  |                  |

#### Lancer du javelot
| Lancer du javelot | Lancer du javelot         | Lancer du javelot  | Lancer du javelot | Lancer du javelot | Lancer du javelot | Lancer du javelot | Lancer du javelot | Lancer du javelot | Lancer du javelot | Lancer du javelot |
| Rang              | Athlète                   | Nationalité        | Lancer            | Lancer            | Lancer            | Résultat          | Points            | Notes             | Classement        | Classement        |
| Rang              | Athlète                   | Nationalité        | 1                 | 2                 | 3                 | Résultat          | Points            | Notes             | Points            | Rang              |
| ----------------- | ------------------------- | ------------------ | ----------------- | ----------------- | ----------------- | ----------------- | ----------------- | ----------------- | ----------------- | ----------------- |
| 1                 | Géraldine Ruckstuhl       | Suisse             | 52,50 m           | 53,20 m           | 55,35 m           | 55,35 m           | 964               |                   | 5281              | 11                |
| 2                 | Anouk Vetter              | Pays-Bas           | 51,87 m           | 54,17 m           | x                 | 54,17 m           | 941               |                   | 5540              | 6                 |
| 3                 | Emma Oosterwegel          | Pays-Bas           | 54,01 m           | 52,51 m           | 51,96 m           | 54,01 m           | 938               |                   | 5369              | 9                 |
| 4                 | Yekaterina Voronina       | Ouzbékistan        | 48,81 m           | 51,60 m           | 51,53 m           | 51,60 m           | 891               |                   | 5212              | 13                |
| 5                 | Nadine Broersen           | Pays-Bas           | 49,82 m           | 49,34 m           | 50,41 m           | 50,41 m           | 868               | SB                | 5541              | 5                 |
| 6                 | Nafissatou Thiam          | Belgique           | x                 | 48,04 m           | -                 | 48,04 m           | 822               | SB                | 5839              | 2                 |
| 7                 | Odile Ahouanwanou         | Bénin              | 46,74 m           | 41,69 m           | x                 | 46,74 m           | 797               | PB                | 5425              | 8                 |
| 8                 | Verena Preiner            | Autriche           | 43,39 m           | 45,30 m           | 46,68 m           | 46,68 m           | 796               |                   | 5579              | 3                 |
| 9                 | Kateřina Cachová          | République tchèque | 46,11 m           | 42,70 m           | 45,02 m           | 46,11 m           | 785               |                   | 5120              | 17                |
| 10                | Kendell Williams          | États-Unis         | x                 | 41,91 m           | 45,12 m           | 45,12 m           | 766               | SB                | 5558              | 4                 |
| 11                | Katarina Johnson-Thompson | Royaume-Uni        | 42,21 m           | 43,93 m           | 40,55 m           | 43,93 m           | 743               | PB                | 5976              | 1                 |
| 12                | Erica Bougard             | États-Unis         | 40,34 m           | 43,48 m           | 42,76 m           | 43,48 m           | 734               |                   | 5502              | 7                 |
| 13                | Chari Hawkins             | États-Unis         | 40,07 m           | x                 | x                 | 40,07 m           | 669               |                   | 5205              | 14                |
| 14                | Solène Ndama              | France             | x                 | 34,55 m           | 37,62 m           | 37,62 m           | 622               |                   | 5193              | 15                |
| 15                | Marthe Koala              | Burkina Faso       | 37,59 m           | x                 | x                 | 37,59 m           | 621               |                   | 5328              | 10                |
| 16                | Hanne Maudens             | Belgique           | 34,98 m           | 36,22 m           | x                 | 36,22 m           | 595               |                   | 5167              | 16                |
| 17                | Annie Kunz                | États-Unis         | x                 | 35,36 m           | 27,47 m           | 35,36 m           | 579               |                   | 5253              | 12                |
| 18                | Noor Vidts                | Belgique           | 33,06             | 33,58 m           | 33,17 m           | 33,58 m           | 545               |                   | 5109              | 18                |

#### 800 mètres
| 1  | 2 | Katarina Johnson-Thompson | Royaume-Uni        | 2 min 07 s 26 | 1005  | PB | 6981 (WL) | 1  |
| 2  | 2 | Verena Preiner            | Autriche           | 2 min 08 s 88 | 981   |    | 6560      | 3  |
| 3  | 2 | Erica Bougard             | États-Unis         | 2 min 09 s 74 | 968   | SB | 6470      | 4  |
| 4  | 1 | Hanne Maudens             | Belgique           | 2 min 12 s 98 | 921   |    | 6088      | 11 |
| 5  | 1 | Yekaterina Voronina       | Ouzbékistan        | 2 min 15 s 40 | 887   | PB | 6099      | 10 |
| 6  | 2 | Emma Oosterwegel          | Pays-Bas           | 2 min 15 s 86 | 881   | SB | 6250 (PB) | 7  |
| 7  | 1 | Noor Vidts                | Belgique           | 2 min 15 s 94 | 88    |    | 5989      | 15 |
| 8  | 1 | Géraldine Ruckstuhl       | Suisse             | 2 min 16 s 02 | 878   |    | 6159      | 9  |
| 9  | 1 | Chari Hawkins             | États-Unis         | 2 min 16 s 78 | 868   | SB | 6073      | 12 |
| 10 | 1 | Kateřina Cachová          | République tchèque | 2 min 16 s 85 | 867   | SB | 5987      | 16 |
| 11 | 2 | Kendell Williams          | États-Unis         | 2 min 17 s 54 | 857   |    | 6415      | 5  |
| 12 | 2 | Nadine Broersen           | Pays-Bas           | 2 min 18 s 01 | 851   |    | 6392 (PB) | 6  |
| 13 | 1 | Solène Ndama              | France             | 2 min 18 s 75 | 841   |    | 6034      | 14 |
| 14 | 2 | Nafissatou Thiam          | Belgique           | 2 min 18 s 93 | 838   | SB | 6677      | 2  |
| 15 | 1 | Annie Kunz                | États-Unis         | 2 min 20 s 68 | 814   |    | 6067      | 13 |
| 16 | 2 | Odile Ahouanwanou         | Bénin              | 2 min 22 s 89 | 881SB |    | 6210 (NR) | 8  |
| —  | 2 | Anouk Vetter              | Pays-Bas           | DNS           | 0     |    |           |    |
| —  | 1 | Marthe Koala              | Burkina Faso       | DNS           | 0     |    |           |    |

## Légende
Records et Performances
- AR : Record continental (area record)
- CR : Record des championnats (championship record)
- MR : Record du meeting (meet record)
- NR : Record national (national record)
- OR : Record olympique (olympic record)
- PR : Record paralympique (paralympic record)
- PB : Record personnel (personal best)
- SB : Meilleure performance personnelle de la saison (season's best)
- WL : Meilleure performance mondiale de l'année (world leader)
- WJR : Record du monde junior (world junior record)
- WR : Record du monde (world record)

Circonstances et Conditions
- DNF : N'a pas terminé (did not finish)
- DNS : N'a pas pris le départ (did not start)
- DQ : Disqualification (disqualification)
- NM : Aucun essai valable enregistré (No Mark)
- Q : Qualifié « directement » au prochain tour (ou à la prochaine compétition), lors d'une compétition majeure, grâce au classement ou à la réalisation des minima (automatic qualifier)
- q : Qualifié au prochain tour (ou à la prochaine compétition), lors d'une compétition majeure, grâce au repêchage ou à la réalisation de l'une des meilleures performances parmi celles des « non qualifiés directement » (grâce au meilleur temps ou à la meilleure distance par exemple) (secondary qualifier)